# Sint-Annaput

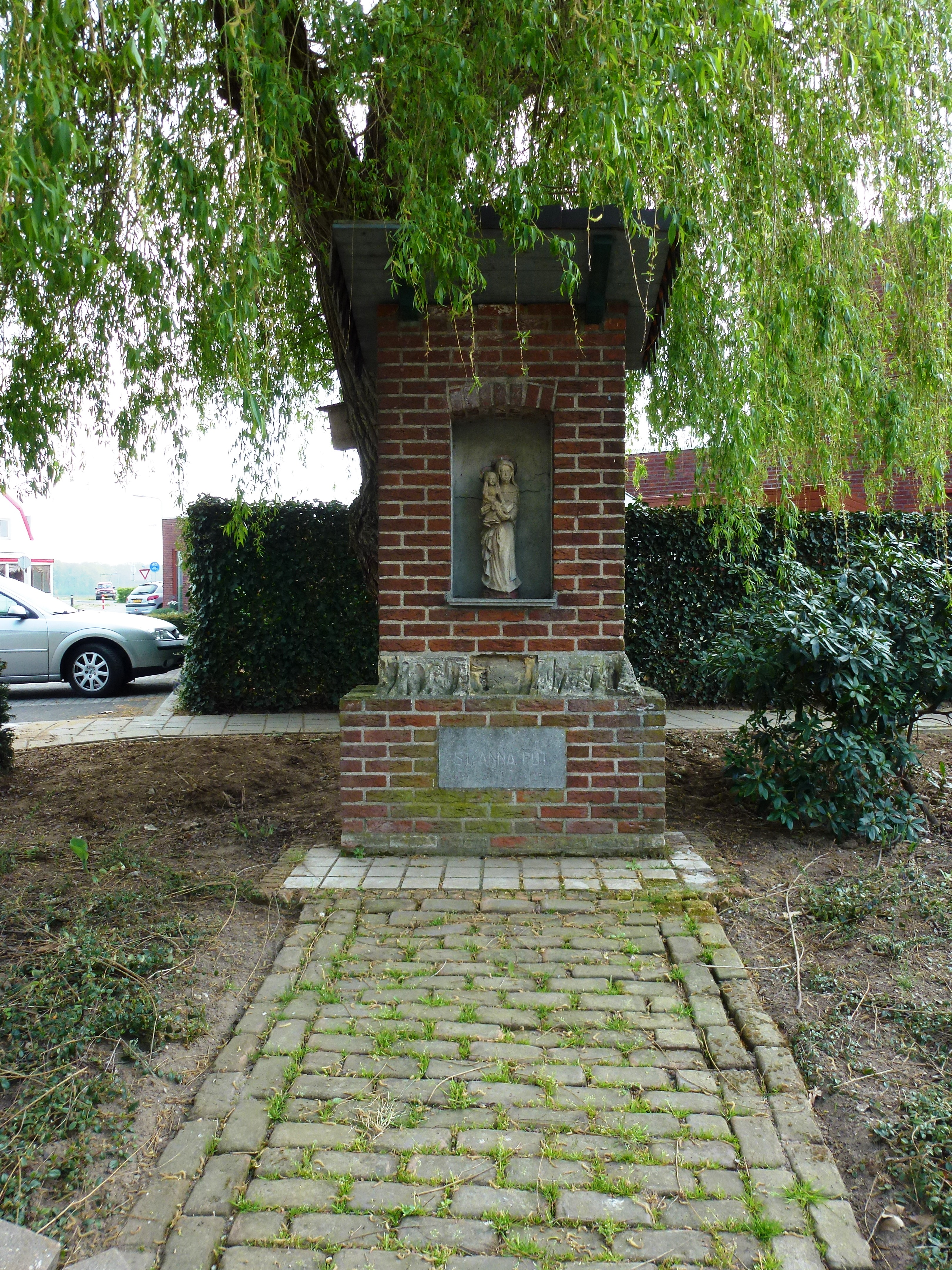
Sint-Annaput

De Sint-Annaput is een kapel in Herten in de Nederlands Midden-Limburgse gemeente Roermond. De kapel staat op de hoek van de straten Veestraat en Tramweg in het zuiden van het dorp.
De kapel is gewijd aan de heilige Anna.

## Geschiedenis
In 1955-1958 werd de kapel gesticht door buurtvereniging St. Anna met hun vijfjarig bestaan.

## Bouwwerk
De bakstenen niskapel staat op een rechthoekig plattegrond en bestaat uit een rechthoekig basement met daarop een iets smallere bovenbouw, bekroond met een overstekend lessenaarsdak met pannen. Aan de voorzijde van het basement is een gevelsteen ingemetseld met de tekst ST ANNA PUT en de overgang tussen het onderste en bovenste deel is uitgevoerd in mergelsteen. In het bovenste gedeelte is een segmentvormige nis aangebracht. In de nis staat een keramisch beeld van de heilige die Anna toont met op haar rechterarm haar dochter Maria en op haar linkerarm een boek.